# Bujar Nishani
Pour les articles homonymes, voir Nishani.
Bujar Nishani, né le 29 septembre 1966 à Durrës (Albanie) et mort le 28 mai 2022 à Berlin (Allemagne), est un homme politique albanais, président de la République du 24 juillet 2012 au 24 juillet 2017.

## Biographie
Bujar Nishani est ministre de la Justice entre 2009 et 2011 et ministre de l’Intérieur une première fois entre 2007 et 2009 et une seconde fois de 2011 à 2012. 
Le 11 juin 2012, il est élu à la présidence de la République par l'Assemblée pour succéder à Bamir Topi. Il prend ses fonctions le 24 juillet suivant. 
Il meurt le 28 mai 2022 des suites d'une maladie auto-immune propagée dans ses poumons, aggravée par la Covid-19.